# Golpe de Estado no Togo em 1967
Golpe de Estado no Togo em 1967 foi um golpe militar sem derramamento de sangue ocorrido no Togo, situado na África Ocidental, em 13 de janeiro de 1967. O líder golpista, o tenente-coronel Étienne Eyadéma (posteriormente, general Gnassingbé Eyadéma) depôs o segundo presidente do Togo, Nicolas Grunitzky, a quem ele havia conduzido ao poder na sequência do golpe de Estado de 1963.
Após o golpe, os partidos políticos foram banidos e todos os processos constitucionais foram suspensos. O coronel Kléber Dadjo foi nomeado presidente interino do Togo (como presidente do Comitê de Reconciliação Nacional), cargo que ocupou até 14 de abril de 1967, quando Eyadéma assumiu a presidência.
Eyadéma passou a governar o país até sua morte em 5 de fevereiro de 2005.